# Воздушные замки (телесериал)
«Воздушные замки», оригинальное название «Прогулки по облакам» (порт. Andando nas nuvens) — бразильский телесериал. В России транслировался на канале ОРТ с 3 января по 25 июля 2001 года в утреннее (повтор) и дневное время (новая серия). Последние серии показывались на этом канале в вечернее время, в 18:55.
С 21 июня по 15 октября 2021 года на 8 канале состоялся повторный показ.

## Сюжет
Сериал о жизни трёх сестёр. Старшая — Жулия — успешный журналист, в течение нескольких лет работавшая за границей. Средняя — Элизабет — мечтает выйти замуж за миллионера, а младшая — 18-летняя школьница Сели — мечтает стать монахиней. Их отец, Отавиу Монтана, тяжело болен и вот уже долгое время находится в коме. Когда отцу становится лучше, сестры приезжают в Рио навестить его и обнаруживают, что, придя в себя, Отавиу забыл всё, что с ним было до болезни: он не узнаёт своих дочерей, не помнит о смерти жены. Единственным преданным другом он считает Антониу Сан-Марину, своего сводного брата. А между тем Антониу всю свою жизнь завидовал Отавиу и ненавидел его. Постепенно память возвращается к Отавиу, и жизнь всех героев сериала меняется.
Сериал считается одним из лучших проектов студии «Глобу».

## В ролях
- Марку Нанини — Отавиу Монтана
- Дебора Блок — Жулия Монтана, старшая дочь Отавиу, журналист / Ева Монтана в молодости
- Вивиан Пажмантер — Элизабет Монтана Рока, средняя дочь Отавиу
- Мариана Шименес — Сели Монтана, младшая дочь Отавиу, послушница
- Рената Сорра — Ева Монтана, жена Отавиу / графиня Астрид фон Бранденбург
- Клаудиу Марзу — Антониу Сан-Марино, бизнесмен, названный брат Отавиу
- Сузана Виейра — Гонсала Сан-Марино, жена Антониу
- Марсиу Гарсия — Арналду Сан-Марино, старший сын Антониу
- Кайу Блат — Тьягу Сан-Марино, младший сын Антониу
- Маркус Палмейра — Франсиску (Шику) Мота, журналист
- Отавиу Аугусту — Алекс, друг Отавиу
- Изабела Гарсиа — Онейди, жена Алекса
- Марселу Новаэс — Раул Педрейра, фотограф
- Элена Раналди — Лидия Леблон, врач
- Элиане Джардини — Жанети Мота, сестра Шику, хозяйка школы танцев
- Нисетти Бруну — Жудити Мота, мать Шику и Жанети
- Жулия Леммертц — Лусия-Элена, бывшая жена Шику
- Тауматургу Феррейра — Атила, брачный аферист
- Фелипе Камаргу — Боб Ласерда, PR-менеджер
- Габриела Мартинс — Константинья, дочь Шику и Лусии-Элены
- Фернанда Соуза — Жoaна, дочь Жанети
- Угу Карвана — Вагнер Масиейра, главный редактор
- Милтон Гонсалвеc — Серафим, комиссар полиции
- Тони Торнаду — Тиан «Немец», владелец бара / Бенедиту Ассунсон, киллер
- Антониу Абужамра — Алвару Луис Гомес, адвокат Антониу
- Антониу Педру — Жак Делон, журналист
- Отавиу Мюллер — Дину, журналист
- Далтон Виг — Сисеру, доктор
- Лусия Вериссиму — Флора, подруга Гонсалы, массажист
- Вирджиния Кавендиш — Патрисия, подруга Гонсалы, жена Алвару
- Ивон Хофман — Зелда, монахиня
- Себастьян Васконселос — Элиу Арантес, адвокат семьи Монтана
- Тонику Перейра — Торкуату, подручный Антониу
- Талма де Фрейтас — Зезе, журналист-стажер